# Sport (tschechische Tageszeitung)
Sport ist eine in der Tschechischen Republik täglich erscheinende Zeitung, die sich ausschließlich mit Sport befasst. Schwerpunkte sind die in Tschechien beliebtesten Sportarten Fußball und Eishockey. Sitz der Redaktion ist Prag, Chefredakteur ist Zbyšek Pechr (Stand September 2006).
Die Auflage liegt bei rund 70.000 Exemplaren, die Zeitung wird von über 300.000 Menschen gelesen. Sport erscheint von Montag bis Sonntag und kostet 10 Kronen. Freitags enthält die Zeitung die Beilage Sport magazín und kostet 14 Kronen. Die Zeitung erscheint in vier Regionalausgaben, die sich nur unwesentlich unterscheiden (Prag, Böhmen, Nordmähren und Südmähren). Im Internet ist täglich ab 19:00 Uhr der gesamte gedruckte Inhalt des jeweiligen Tages zugänglich.

## Geschichte
Die Zeitung erschien zum ersten Mal 1952 unter der Bezeichnung Československý sport. 1992 wurde die GmbH Československý sport, s.r.o. gegründet. 2001 kaufte Ringier 51 % des Herausgebers Československý sport, s.r.o. Nach weiteren Zukäufen erwarb Ringier am 1. November 2003 die restlichen Anteile des Unternehmens. Bis 2004 hieß die freitags erscheinende Beilage VOLNO. Seit 2005 gibt es auch eine Sonntagsausgabe, bis dahin erschien die Zeitung nur von Montag bis Samstag. 2014 kaufte das Medienhaus Czech News Center von Daniel Křetínský Ringier CZ.